# Merionoeda klapperichi
Merionoeda klapperichi là một loài bọ cánh cứng trong họ Cerambycidae.